# Franklin Boukaka
Franklin Boukaka (ou Bukaka), né le 10 octobre 1940 à Brazzaville et mort assassiné le 22 février 1972 dans la même ville, est un chanteur, guitariste et auteur-compositeur congolais, spécialiste de la rumba et du soukous,.

## Biographie
Il chante Les Immortels en hommage aux martyrs du combat contre le colonialisme.

## Postérité
Franklin, l'Insoumis, un recueil de nouvelles inspirées des chansons de Boukaka, a été publié en 2016.